# Demokratisches Wochenblatt
Demokratisches Wochenblatt. Organ der Deutschen Volkspartei, ab 5. Dezember 1868 Demokratisches Wochenblatt. Organ der Deutschen Volkspartei und des Verbandes Deutscher Arbeitervereine und ab dem 14. August 1869 Demokratisches Wochenblatt. Organ der sozial-demokratischen Arbeiterpartei. Die Zeitung erschien vom 4. Januar 1868 bis zum 29. September 1869 in 96 Ausgaben.
Gegründet wurde die Zeitung von Wilhelm Liebknecht, August Bebel und Otto Freytag. Verantwortlicher und besoldeter Redakteur war Wilhelm Liebknecht. Carl Hirsch wurde zeitweilig Mitredakteur. Die Zeitung wurde jeden Sonnabend als Wochenzeitung und ab der Nummer 35 vom 28. August 1869 zweimal wöchentlich (Mittwoch und Sonnabend) herausgegeben. Zusätzlich wurden Beilagen gedruckt.
Bis zur Nummer 13 vom 27. März 1869 wurde die Zeitung von Carl Wilhelm. Vollrath in Leipzig gedruckt und verlegt. Danach war Friedrich Thiele der Drucker und Verleger. Die Auflage betrug ca. 2000 Exemplare davon ca. 1400 Abonnenten.

## Demokratisches Wochenblatt

### Entstehung
Das Demokratische Wochenblatt wurde als Parteiorgan der Deutschen Volkspartei gegründet und sollte gleichzeitig Informationen aus den Arbeitervereinen publizieren. August Bebel beschrieb das in seinen Erinnerungen so: „Die Achillesferse der Arbeitervereinsverbandes waren die schwachen Finanzen. […] Hierin war uns der Allgemeine Deutsche Arbeiterverein überlegen. Die Lage wurde für uns noch unangenehmer, als Schweitzer große Agitationstouren durch Sachsen und Süddeutschland ankündigte […]. Die Abwehr erforderte unsererseits vor allem Geld, das wir nicht hatten. Erhebliche Geldzuschüsse erforderte auch das „Demokratische Wochenblatt“, das vom Dezember 1868 ab Verbandsorgan wurde. Wir hatten dasselbe mit ganzen 10 Talern in der Tasche gegründet, zu denen noch weitere kleine Beträge kamen. […] Rechnerisch waren sie schon mit der ersten Nummer bankrott. Aber die Opferwilligkeit und Begeisterung für ein Blatt kannte kaum Grenzen. […] So erhielt zum Beispiel Liebknecht als Redakteur des „Demokratischen Wochenblattes“ monatlich nur 40 Taler […]. Hepner wurde 1869 mit monatlich 25 Talern angestellt; den Arbeiterteil im „Demokratischen Wochenblatt“ schrieb ich unentgeltlich, für die Leitung der Expedition erhielt ich monatlich 12 Taler, dafür mußte ich auch die Räume hergeben. […] Eben klagte ich einem unserer auswärtigen Vertrauensmänner, der mich besuchte unsere Geldverlegenheit, als der Briefträger einen eingeschriebenen Brief bracht. Absender war Dr. Ladendorf in Zürich […]. Er schrieb, daß er mir aus einem ihm und seinen Freunden zur Verwaltung anvertrauten Fonds, dem sogenannten Revolutionsfond, 3000 Franken zur Verfügung stelle“.
Ab Dezember 1868 war die Zeitung Nachfolgeorgan der Deutschen Arbeiterhalle. Organ der Vereinstages Deutscher Arbeiter-Vereine herausgegeben von Johann Peter Eichelsdörfer (1829–1889).

### Aufbau der Ausgaben
Jede Ausgabe beginnt mit einer von Wilhelm Liebknecht verfassten „Politischen Uebersicht“. Außerdem enthalten viele Ausgaben die Rubrik „Vororts- und Arbeiter-Angelegenheiten“, in denen über die deutschen Arbeitervereine durch kurze Korrespondenzen aus den Vereinen berichtet wird. Regelmäßig wurden Artikel über die aktuellen Beschlüsse der Internationalen Arbeiterassoziation abgedruckt. Korrespondenzen aus Berlin, London, Wien und New York finden sich in vielen Nummern, sogar eine aus China. In vielen Ausgaben wurden unter der Überschrift „Weiße Sklaven“ besonders schwere Willkürhandlungen von einzelnen Unternehmern beschrieben. Großen Wert legte die Redaktion auf Berichte über die Aktivitäten der gerade entstehenden Gewerkschaftsbewegung. Buchbesprechungen gibt es relativ wenige. Anzeigen werden in jeder Ausgabe gebracht. Sie enthalten hauptsächlich Anzeigen für befreundete Zeitungen und gelegentlich auch für einzelne Bücher. In wenigen Ausgaben finden sich Todesanzeigen. Nekrologe erschienen für Ernest Jones, Theodor Olshausen und für den Vorsitzenden der amerikanischen National Labor Union William H. Sylvis sogar eine ganze Beilage. In der Rubrik „Briefkasten“ antwortete Liebknecht auf kleine Anfragen seiner Leser. In wenigen Ausgaben wurden Gedichte, in der Regel ohne Verfasserangabe, abgedruckt. Gelegentlich wurden auch Hilferufe abgedruckt. So z. B. der von Isaak Rülf von israelitischen Gemeinde Memel.

### Inhalt
Wie aus den Untertiteln der Zeitung hervorgeht, das es drei Phasen der organisatorischen Ausrichtung der Zeit. Unter dem Titel Unser Programm schrieb Liebknecht in der ersten Ausgabe der Zeitung: „Festhaltend an dem wohlbewährten Chemnitzer Programm […] werden wir die demokratischen Grundsätze auf allen Gebieten des staatlichen und gesellschaftlichen Lebens bis zu den äußersten Consequenzen verfechten. Was insbesondere die beiden brennendsten Tagesfragen betrifft, die Deutsche und die Arbeiter-Frage, so erstreben wir einen deutschen Volksstaat, der alle Stämme des großen Vaterlandes (selbstverständlich auch die Deutsch-Oesterreicher) unter dem gemeinsamen Banner der Freiheit vereinigt, und werden Krieg auf Leben und Tod führen gegen jene verderbliche Politik, deren Endziel die Vergrößerung Preußens und die Verkleinerung Deutschlands ist. In der sozialen Frage werden wir rücksichtslos eintreten für die Rechte der Arbeit und mit aller Macht für die ökonomische Befreiung der Arbeiterklasse wirken.“ Das am 19. August 1866 beschlossene Programm wurde am 4. Juli 1868 vollständig erstmals im Wochenblatt veröffentlicht. Das Demokratische Wochenblatt ließ Johann Jacoby zu Wort kommen, oder auch einen Bergarbeiter. Es wurde an die Märzrevolution erinnert und Liebknecht setzte sich mit dem preußischen Polizeirat Wilhelm Stieber und dessen neuerlichen Versuchen auseinander, Geheimagenten in die Arbeitervereine einzuschleusen. Bebels wichtigster Beitrag in dieser Periode in dem Wochenblatt war sein Aufruf zur Gründung von Gewerksgenossenschaften und die Veröffentlichung der „Musterstatuten für Deutsche Gewerksgenossenschaften“, die Beschlüsse des fünften Vereinstages der deutschen Arbeitervereine in Nürnberg vom September 1868 umsetzten.
Bebel, der für die Rubrik Vororts- und Arbeiterangelegenheiten verantwortlich war, erweiterte ab 1869 diesen Teil der Zeitung. Carl Hirsch setzte sich ausführlich mit einigen Dogmen der Lassalleanern in seinem vierteiligen Artikel Die indirekten Steuern und der Aftersozialismus auseinander. Mit der Erweiterung des 1850 verfassten Werkes von Eccarius („Die Schneiderei in London oder der Kampf des großen und kleinen Kapitals“) vertiefte die Redaktion die ökonomischen Ansichten von Marx bei ihren Lesern. Die Redaktion grenzte sich stärker von der Fortschrittspartei ab. Bei der sächsischen Landtagswahl vom 4. Juni 1869 enthielt sich die Volkspartei, weil der größte Teil der Arbeiter vom Wahlrecht gewählt zu werden ausgeschlossen wurde. Verstärkt betrieben Bebel und Liebknecht die Auseinandersetzung mit Schweitzer.
Am 17. Juli machte das Demokratische Wochenblatt mit einem Aufruf zu dem „allgemeinen deutschen sozial-demokratischen Arbeiter-Congreß“ im August 1869 in Eisenach auf. Gleichzeitig wird eine Serie „Contra Schweitzer-Hatzfeld (Mende)“ mit Zuschriften von Lesern weiter fortgeführt. Am 31. Juli veröffentlicht das Blatt „Programm und Organisationsvorlage für den allgemeinen deutschen sozial-demokratischen Congreß in Eisenach am 7., 8. und 9. August 1869“. Bereits am 14. August wurde auf der Titelseite „Der Volksstaat. Organ der sozial-demokratischen Arbeiterpartei“ ab 1. Oktober angekündigt und in den weiteren Ausgaben das Protokoll und das Programm des Eisenacher Parteitages im Wortlaut gedruckt. Liebknecht fasste die Ergebnisse zusammen: „Der Eisenacher Congreß bezeichnet einen Wendepunkt in der Entwicklungsgeschichte des deutschen Proletariats. Vor 8 Tagen waren wir eine Anzahl Sozialdemokraten, heute sind wir eine sozialdemokratische Partei. […] Kein Paktiren, kein Friede mit den Feinden. Stets zur Versöhnung bereit mit den irregeleiteten Brüdern, die noch verstrickt sind in die Lügennetze eines schaam- und gewissenlosen Abenteurers. Thue jeder seine Schuldigkeit!“

### Bekannte Mitarbeiter

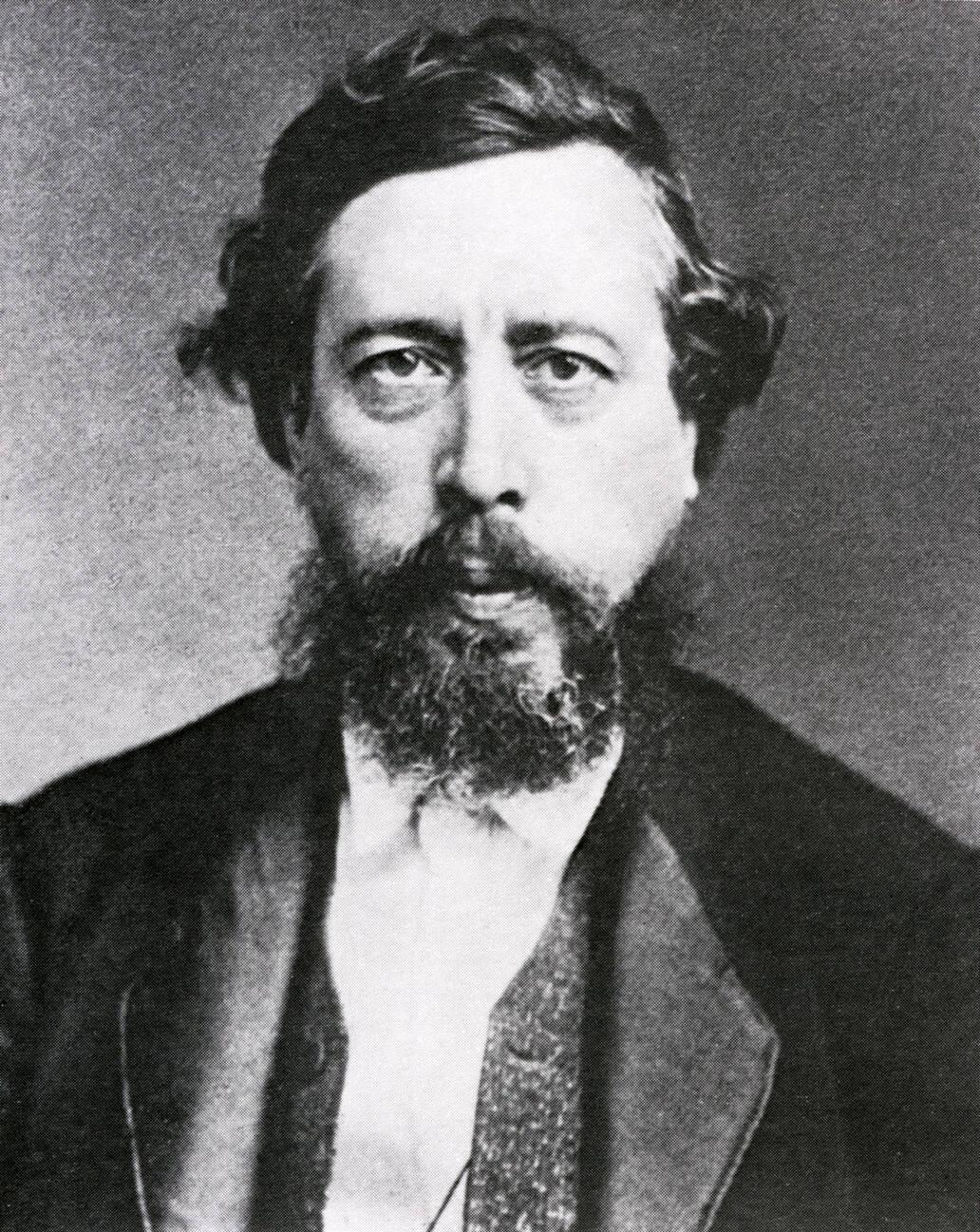
Wilhelm Liebknecht

- August Bebel[33]
- Johann Philipp Becker[34]
- Leonhard von Bonhorst[35]
- Wilhelm Bracke[36]
- Sigismund Ludwig Borkheim[37]
- Julius Bremer[38]
- Karl Bürkli[39]
- Josef Dietzgen[40]
- Johann Georg Eccarius[41]
- Friedrich Engels
- August Geib[42]
- Adolf Hepner[43]
- Carl Hirsch[44][45]
- Moses Hess[46]
- Wilhelm Liebknecht[47][48]
- Karl Marx
- Julius Motteler[49]
- Heinrich Oberwinder[50]
- Robert Schweichel[51]
- Theodor York[52]

## Nachdruck
- Demokratisches Wochenblatt. Organ der Deutschen Volkspartei und des Verbandes Deutscher Arbeitervereine. Mit einer Einleitung von Heinrich Gemkow und Ursula Hermann. Leipzig 1868. Unveränderter Fotomechanischer Nachdruck der Originalausgabe. Zentralantiquariat der Deutschen Demokratischen Republik, Leipzig 1969. Digitalisat
- Demokratisches Wochenblatt. Organ der Deutschen Volkspartei und des Verbandes Deutscher Arbeitervereine. Leipzig 1869. Unveränderter Fotomechanischer Nachdruck der Originalausgabe. Zentralantiquariat der Deutschen Demokratischen Republik, Leipzig 1969. Digitalisat

## Nachfolgeorgan
- Der Volksstaat. Organ der sozial-demokratischen Arbeiterpartei

## Artikel von Marx und Engels im Demokratischen Wochenblatt
- Das Kapital. Kritik der politischen Oekonomie von Karl Marx. Erster Band. Produktionsprozeß des Kapitals. Verlag von Otto Meißner in Hamburg [Auszug[53] aus dem Vorwort]. In: Demokratisches Wochenblatt. Nr. 1 vom 4. Januar 1868 und Nr. 2 vom 11. Januar 1868. Digitalisat[54]
- [Friedrich Engels]: „Das Kapital“ von Marx. In: Demokratisches Wochenblatt. Nr. 12 vom 21. März 1868 und Nr. 13 vom 28. März 1868. Digitalisat[55][56]
- Ein Schlaglicht auf die Irische Frage (Aus dem „Kapital“ von Karl Marx). In: Demokratisches Wochenblatt. Nr. 15 vom 11. April 1868, Nr. 16 vom 18. April 1868 und Nr. 17 vom 15. April 1868. Digitalisat[57]
- [Karl Marx]: Der enthüllte Kossuth. In: Demokratisches Wochenblatt. Nr. 16 vom 18. April 1868, Nr. 17 vom 25-April 1868 und Nr. 18 vom 2. Mai 1868. Digitalisat[58]
- Karl Marx hat an die jetzt in Hamburg tagende Generalversammlung des Allgemeinen Deutschen Arbeitervereins. In: Demokratisches Wochenblatt. Nr. 34 Beilage vom 22. August 1868. Digitalisat[59]
- [Karl Marx]: Vierter Jahres-Bericht des Generalraths der Internationalen Arbeiter-Association. In: Demokratisches Wochenblatt. Nr. 37 Beilage vom 12. September 1868. Digitalisat[60]
- [Friedrich Engels]: Zur Auflösung des Lassalleanischen Arbeitervereins. In: Demokratisches Wochenblatt. Nr. 40 vom 3. Oktober 1868, Digitalisat[61]
- [Friedrich Engels]: Zur Auflösung des Lassalleanischen Arbeitervereins. In: Demokratisches Wochenblatt. Nr. 41 vom 10. Oktober 1868 .Digitalisat[62]
- [Karl Marx]: Der außergewöhnliche Ernst, womit die englische und speziell die Londoner Presse die Internationale Arbeiterassoziation und ihren Brüsseler Kongreß behandelt. In: Demokratisches Wochenblatt. Nr. 42 vom 17. Oktober 1868. Digitalisat[63]
- Gewerksgenossenschaften. In: Demokratisches Wochenblatt. Nr. 45 vom 7. November 1868. Digitalisat[64]
- [Friedrich Engels]: Bericht über die Knappschaftsvereine der Bergarbeiter in den Kohlenwerken Sachsens. In: Demokratisches Wochenblatt. Nr. 12 vom 20. März 1869. Digitalisat[65]
- [Karl Marx]: Die Belgischen Metzeleien. An die Arbeiter von Europa und den Vereinigten Staaten. In: Nr. 21. vom 22. Mai 1869. Digitalisat[66]
- [Friedrich Engels]: Karl Marx. In: Demokratisches Wochenblatt. Nr. 34 vom 21. August 1869 Digitalisat[67][68]
- [Karl Marx]: Bericht des Generalrats der Internationalen Arbeiter-Assoziation an den 4. allgemeinen Arbeiter-Kongreß in Basel. In: Demokratisches Wochenblatt. Nr. 41 vom 18. September 1869; Nr. 42 vom 22. September 1869; Beilage zu Nr. 42 und Nr. 43 vom 25. September 1869. Digitalisat[69]